# Circuit de Borsele 2017
La 16e édition du Circuit de Borsele a lieu le 22 avril 2017. La course fait partie du calendrier international féminin UCI 2017 en catégorie 1.1. Elle est remportée par la Néerlandaise Riejanne Markus.

## Équipes
| Équipes féminines professionnelles (9)- Bizkaia-Durango - BTC City Ljubljana - Drops - Hitec Products - Lares-Waowdeals Women Cycling Team - Lensworld-Kuota - Parkhotel Valkenburg-Destil Cycling Team - WM3 Pro Cycling - Team WNT Équipe nationale- Grande-Bretagne Équipe féminines amateur (16)- Adelaar Ladies - Equano - Isorex - Jan van Arckel - Jos Feron - Kleur op maat - Maaslandster Veris CCN - NCC Group-Kuota-Torelli - NWVG - Regioteam Noord-Holland Dames - Restore - Swaboladies,nl - Team Drenthe - Textielstad de Jonge Renner - TWC de Kempen Dames - WV Breda Ladies |
| |

## Récit de la course
La Britannique Melissa Lowther réalise une longue échappée solitaire durant soixante kilomètres. Le vent scinde le peloton en plusieurs part durant la seconde partie de la course. Riejanne Markus place une première attaque, mais elle est reprise. Elle repart ensuite avec Eugenia Bujak. Elles se départagent aux sprint et la Néerlandaise s'impose. Marianne Vos règle le sprint du peloton.

## Classements

### Classement final
| \| Classement général \| Classement général \| Classement général \| Classement général \| Classement général \| \| Coureuse \| Coureuse \| Pays \| Équipe \| Temps \| \| ------------------ \| ------------------ \| ------------------ \| --------------------------- \| ------------------ \| \| 1re \| Riejanne Markus \| Pays-Bas \| WM3 \| 3 h 29 min 04 s \| \| 2e \| Eugenia Bujak \| Pologne \| BTC City Ljubljana \| + 0 s \| \| 3e \| Marianne Vos \| Pays-Bas \| WM3 \| + 56 s \| \| 4e \| Jip van den Bos \| Pays-Bas \| Boels Dolmans \| + 56 s \| \| 5e \| Susanne Andersen \| Norvège \| Hitec Products \| + 56 s \| \| 6e \| Nina Kessler \| Pays-Bas \| Hitec Products \| + 56 s \| \| 7e \| Monique van de Ree \| Pays-Bas \| Lares-Waowdeals Women \| + 56 s \| \| 8e \| Melanie Klement \| Pays-Bas \| Adelaar Ladies \| + 56 s \| \| 9e \| Natalie van Gogh \| Pays-Bas \| Parkhotel Valkenburg-Destil \| + 56 s \| \| 10e \| Leonie Lubbinge \| Pays-Bas \| \| + 56 s \| |                    |          |                             |                 |
| |                    |          |                             |                 |
| Source : Cycling Quotient |                    |          |                             |                 |
| Classement général |                    |          |                             |                 |
| Coureuse | Coureuse           | Pays     | Équipe                      | Temps           |
| 1re | Riejanne Markus    | Pays-Bas | WM3                         | 3 h 29 min 04 s |
| 2e | Eugenia Bujak      | Pologne  | BTC City Ljubljana          | + 0 s           |
| 3e | Marianne Vos       | Pays-Bas | WM3                         | + 56 s          |
| 4e | Jip van den Bos    | Pays-Bas | Boels Dolmans               | + 56 s          |
| 5e | Susanne Andersen   | Norvège  | Hitec Products              | + 56 s          |
| 6e | Nina Kessler       | Pays-Bas | Hitec Products              | + 56 s          |
| 7e | Monique van de Ree | Pays-Bas | Lares-Waowdeals Women       | + 56 s          |
| 8e | Melanie Klement    | Pays-Bas | Adelaar Ladies              | + 56 s          |
| 9e | Natalie van Gogh   | Pays-Bas | Parkhotel Valkenburg-Destil | + 56 s          |
| 10e | Leonie Lubbinge    | Pays-Bas |                             | + 56 s          |

### Points UCI
| Position,          | 1er | 2e | 3e | 4e | 5e | 6e | 7e | 8e | 9e | 10e | 11e | 12e | 13e | 14e | 15e | 16e | 17e | 18e |
| Classement général | 80  | 60 | 45 | 35 | 30 | 25 | 21 | 18 | 15 | 12  | 10  | 8   | 6   | 5   | 4   | 3   | 2   | 1   |

## Organisation et règlement

### Organisation
La course est organisée par Stichting Wielercomité 's-Heerenhoek. Son président est Arno Witkam, ses secrétaires Sjaco Westdorp et John van de Ree. Son trésorier est Bert Timmerman. 

### Primes
L'épreuve attribue les primes suivantes :
| Position | 1er   | 2e    | 3e    | 4e    | 5e    | 6e    | 7e    | 8e    | 9e    | 10e  |
| Prix     | 379 € | 326 € | 272 € | 164 € | 152 € | 141 € | 130 € | 119 € | 109 € | 97 € |

La onzième place donne 87 €, la douzième 76 €, la treizième 66 €, la quatorzième 52 €, la quinzième place 42 €, et celles de seize à vingt 28 €.
En sus, trois sprints intermédiaires sont disputés. Ils rapportent 150, 100 et 75 € aux trois premières.